# Raffaela Bellot
Raffaela Bellot (Feltre, 8 marzo 1965) è una politica italiana.

## Biografia

### Elezione a senatrice
Alle elezioni politiche del 2013 è candidata al Senato della Repubblica, in regione Veneto, nelle liste della Lega Nord, venendo eletta senatrice della XVII Legislatura.
Il 26 marzo 2015 assieme a tre deputati (Roberto Caon, Matteo Bragantini ed Emanuele Prataviera) e due senatrici (Patrizia Bisinella ed Emanuela Munerato) abbandona la Lega Nord a causa dell'espulsione di Flavio Tosi dal partito, avvenuta il 14 marzo, approdando quindi al Gruppo misto.
Il 22 luglio 2015 assieme alle senatrici Patrizia Bisinella ed Emanuela Munerato forma la componente del Gruppo misto denominata "Fare!", che si rifà al nuovo movimento politico fondato da Tosi.